# Itapemirim (gemeente)
Itapemirim is een gemeente in de Braziliaanse deelstaat Espírito Santo. De gemeente telt 35.761 inwoners (schatting 2009).

## Aangrenzende gemeenten
De gemeente grenst aan Marataízes, Piúma, Rio Novo do Sul, Atílio Vivácqua, Cachoeiro de Itapemirim, Vargem Alta en Presidente Kennedy.

## Verkeer en vervoer
De plaats ligt aan de wegen ES-060, ES-487 en ES-490.